# Jüdischer Friedhof (Gelsenkirchen-Buer)
Der jüdische Friedhof Gelsenkirchen-Buer befindet sich in der kreisfreien Stadt Gelsenkirchen in Nordrhein-Westfalen.
Der jüdische Friedhof liegt im Stadtteil Gelsenkirchen-Buer in der Mühlen-/Ecke Dorstener Straße. Er ist Teil des kommunalen Friedhofs. Auf dem Friedhof, der von 1909 bis 1939 belegt wurde, befinden sich keine Grabsteine mehr. Im Jahr 1938 wurden sämtliche 27 Grabsteine zerschlagen und beseitigt. Auf der Rückseite des nach 1945 errichteten Gedenksteins sind die Namen von 62 KZ-Opfern aus Buer und Westerholt verzeichnet.